# Pommier-de-Beaurepaire
Pommier-de-Beaurepaire é uma comuna francesa na região administrativa de Auvérnia-Ródano-Alpes, no departamento de Isère. Estende-se por uma área de 19,16 km². Em 2010 a comuna tinha 720 habitantes (densidade: 37,6 hab./km²).